# مارسي إتش. راندال
مارسي إتش. راندال هو سياسي أمريكي، (ولد في أميس في الولايات المتحدة 1842  م). نشط حزبياً في الحزب الجمهوري. وقد انتخب عضو مجلس نواب واشنطن ‏.